# نشویل سنتر (مینه‌سوتا)
نشویل سنتر (به انگلیسی: Nashville Center) یک منطقهٔ مسکونی در ایالات متحده آمریکا است که در شهرستان مارتین، مینه‌سوتا واقع شده‌است. نشویل سنتر ۳۳۰٫۱ متر بالاتر از سطح دریا واقع شده‌است.